# Августа Елизавета Вюртембергская
Августа Елизавета Вюртембергская (нем. Auguste Elisabeth von Württemberg; 30 октября 1734, Штутгарт — 4 июня 1787, Хорнберг, Шварцвальд) — принцесса Вюртембергская, в замужестве княгиня Турн-и-Таксис.

## Биография
Августа Елизавета — дочь герцога Карла Александра Вюртембергского и его супруги Марии Августы Турн-и-Таксис, дочери князя Ансельма Франца Турн-и-Таксиса. 3 сентября 1753 года в Штутгарте принцесса вышла замуж за кузена Карла Ансельма Турн-и-Таксиса. Августа Елизавета несколько раз пыталась убить мужа, и в январе 1776 года Карл Ансельм в конце концов сослал её во дворец Тругенхофен под Дишингеном, где она содержалась под арестом. В суд на супругу Карл Ансельм не обращался. После смерти супруги 4 июня 1787 году Карл Ансельм в том же году вступил в морганатический брак с Елизаветой Гильдебранд фон Трайн.

## Потомки
- Мария Терезия (1757—1776), замужем за князем Крафтом Эрнстом I Эттинген-Валлерштейнским (1748—1802)
- София Фридерика (1758—1800), замужем за князем Иеронимом Винцентом Радзивиллом (1759—1786), затем за неким Казановским, затем за графом Остророгом
- Франц Иоганн Непомук (1759—1760)
- Генрика Каролина (1762—1784), замужем за Иоганном Алоисом II Эттинген-Шпильбергским (1758—1797)
- Александр Карл (1763—1763)
- Фридерика Доротея (1764—1764)
- Карл Александр (1770—1827), женат на герцогине Терезе Мекленбургской (1773—1839)
- Фридрих Иоганн (1772—1805)